# Peter Gade
Peter Høeg Gade (Aalborg, 14 december 1976) is een Deens badmintonner. Hij behaalde vijf Europese titels in het mannen enkelspel. Hij kon echter nooit wereldkampioen worden. In 2001 was hij er het dichtste bij. Hij verloor toen in de finale van Hendrawan. Daarnaast behaalde hij ook nog viermaal een bronzen medaille. Op zijn eerste Olympische Spelen in 2000 haalde hij ook een bronzen medaille. Op de drie volgende olympische spelen werd hij telkens uitgeschakeld in de kwartfinale. Dit gebeurde tweemaal door de latere olympische kampioen: Taufik Hidayat in 2004 en Lin Dan in 2008.
Na de French Open Super Series van 2012 kondigde hij zijn afscheid aan.

## Medailles op Olympische Spelen en wereldkampioenschappen
| WK   | Onderdeel        | Resultaat |
| ---- | ---------------- | --------- |
| 1999 | Mannen enkelspel | Brons     |
| 2001 | Mannen enkelspel | Zilver    |
| 2005 | Mannen enkelspel | Brons     |
| 2010 | Mannen enkelspel | Brons     |
| 2011 | Mannen enkelspel | Brons     |